# San Pedro (kaktus)
San Pedro (Echinopsis pachanoi) – gatunek szybko rosnącego kaktusa kolumnowego występujący naturalnie w Peru i Ekwadorze.

## Biologia
San Pedro zawiera w znacznym stężeniu psychoaktywne alkaloidy fenetylaminowe, między innymi meskalinę, 3,4-dimetoksyfenyloetyloaminę, 4-hydroksy-3-metoksyfenyloetyloaminę, 3-hydroksy-4,5-dimetoksyfenyloetyloaminę a także hordeninę i tyraminę.
Meskalina jest psychodelikiem i enteogenem. Występuje także w innych kaktusach rodzaju Echinopsis (E. macrogona, E. lageniformis, E. peruviana) oraz w pejotlu (Lophophora williamsii).
Gatunki podobne
Trichocereus pachanoi bywa często mylony z pokrewnymi gatunkami Trichocereus peruvianus, Trichocereus macrogonus, Trichocereus bridgesii, które również zawierają meskalinę.

## Zastosowanie
Od co najmniej 3000 lat kaktusy San Pedro używane są w obrządkach religijnych i ceremoniach uzdrawiania przez rdzenną ludność Peru i Ekwadoru.

## Legalność
W Polsce na mocy ustawy z dnia 20 marca 2009 r. o zmianie ustawy o przeciwdziałaniu narkomanii posiadanie roślin żywych, suszu, nasion, wyciągów oraz ekstraktów z San Pedro jest nielegalne.